# Queenie Newall
Sybil Fenton Newall "Queenie" Newall, född 17 oktober 1854 i Littleborough, död 24 juni 1929 i Cheltenham, var en brittisk bågskytt.
Queenie Newall vann en guldmedalj vid olympiska sommarspelen 1908 i London. 